# 柳橋慎太郎・久美子
柳橋 慎太郎・久美子（やなぎばし しんたろう・くみこ）は、日本の元競技ダンス選手。

## 略歴
- 1993年 - カップルデビュー
- 1998年 - ロンドンインターナショナルダンス選手権大会プロスタンダードライジングスター優勝
- 2000年 - 全英選手権プロスタンダードライジングスター3位
- 2002年 - スーパージャパンカップダンス全日本セグエ選手権大会スタンダード優勝
- 2005年 - JBDFプロフェッショナルダンス選手権大会スタンダード部門優勝
- 2006年 - 統一全日本ショーダンス選手権クラシック部門優勝
- 2007年3月 - 引退

## リンク
ダンスパークヤナギバシ